# Melodični death metal
Melodični death metal (eng. Melodic death metal, poznat i kao Gothenburg metal, melodeath, i post-death) je podžanr death metala. Na početku je žanr kombinirao heavy metal s jakim zvukom death metala i thrash metala. Kanije se žanr razvio kroz mnogo raznih utjecaja, velika promjena je bila uvođenje klavijatura.

## Pozadina
Melodični death metal sadrži više melodičnih rifova, solističkih dionica i akustičnih gitara od death metala. Isto tako sadrži razumljivije zajedno s tradicionalnim death growl vokalima. Strukture pjesama su progresivnije s različitim motivima. Pioniri melodičnog death metala su Carcass, Dark Tranquillity, At the Gates i In Flames. Sentenced je također smatran pionirom melodičnog death metala zbog svog albuma North from Here. Neki smatraju da je zapravo In Flames popularizirao žanr.
Neki melodični death metal sastavi s Skandinavskog područja kombiniraju žanr s ostalim metal žanrovima, kao viking metalom, folk metalom ili simfonijskim metalom.

### Evolucija melodičnog death metala
U kasnim 1990-ima, mnogi su melodični death metal sastavi promijenili svoj stil dodavajući još melodičnih elemenata; groovy rifove i refrene, više čistih vokala i veću uporabu klavijatura. Uz tradicionalne melodične death metal rifove pojavile su se i alternativne metal melodije i pjevanje u većoj produkcijskoj kvaliteti.

### Göteborški metal
Značajni doprinos melodičnom death metalu dao je göteborški stil, nazvan po gradu u kojem je nastao. Ne zna se koji je sastav točno započeo ovaj stil. Ipak, široko je prihvaćena činjenica da su In Flames, At the Gates i Dark Tranquillity začetnici stila.[nedostaje izvor] Postoje također i poznati "mlađi" sastavi göteborškog stila kao što su Arch Enemy i The Haunted.